# Цадкин, Осип Алексеевич

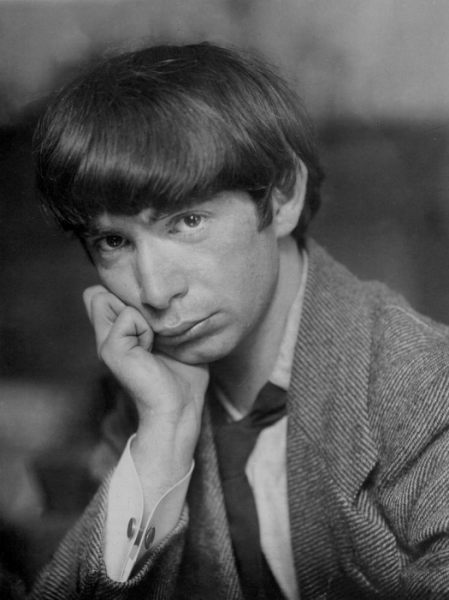
Осип Цадкин

Осип Алексеевич Цадкин (фр. Ossip Zadkine, при рождении Иосель Аронович Цадкин; 14 июля 1890, Витебск — 25 ноября 1967, Париж) —   русский и французский скульптор-авангардист, происходивший из витебских евреев; также рисовальщик, гравёр, иллюстратор, поэт и мемуарист.

## Биография
Цадкин родился 14 июля 1890 года в Витебске. По поздней версии самого Цадкина, его отец — Ефим Цадкин — был крещёным евреем и профессором классических языков в Смоленской семинарии, мать — София Лестер — происходила из семьи шотландских кораблестроителей. В числе преподавателей Смоленской семинарии имя Цадкина не значится. Архивные документы периода учёбы Цадкина в Витебском городском четырёхклассном училище (в 1900—1902 годах в одном классе с Мовшей Шагалом, будущим художником Марком Шагалом и Авигдором Меклером, будущим художником Виктором Меклером) показывают, что Иосель-Шмуйла Цадкин был иудейского вероисповедания и в 1904 году окончил полный курс училища:
Предъявитель сего Иосель Аронов Цадкин, окончивший курс наук в Витебском четырёхклассном городском училище в 1904 году, во время пребывания в означенном училище с 1900—1901 по 1903—1904 учебный год обучался столярно-токарному мастерству в ремесленном при названном училище классе и с удовлетворительном успехом прошёл положенный курс сего мастерства.
В 1905 году был отправлен к родственникам на север Англии, брал уроки ваяния в местной художественной школе. В 1905—1909 гг. жил в Лондоне, постоянно посещал Британский музей, учился в Политехнической школе.
С 1910 года обосновался в Париже, на Монпарнасе, работал в «Улье». В 1911 году его работы были выставлены в Осеннем салоне и Салоне Независимых. Сблизился с Аполлинером, Брынкуши, Пикассо, Бурделем, Матиссом, Делоне, Модильяни (который оставил графический портрет Цадкина, 1913—14). В 1914—15 годах выставлялся в Берлине, Амстердаме, Лондоне.
Участвовал в Первой мировой войне, был отравлен газами, демобилизован в 1917 году, пережил затяжной душевный кризис.
В 1921 вышла первая монография о Цадкине влиятельного художественного критика Мориса Рейналя. Его выставки прошли в Токио, Гренобле, ретроспектива его работ была представлена в 1926 в Париже. В 1925 году на Всемирной выставке в Париже удостоен золотой медали.
В годы Второй мировой войны Цадкин находился в США, а затем он вернулся в Париж. В 1950-х мастерская Цадкина, наравне с заведением Фернана Леже, стала местом учёбы нескольких известных скульпторов: Джорджа Шугермана, Ричарда Станкевича.
Скончался 25 ноября 1967 года в Париже. Похоронен на столичном кладбище Монпарнас.

## Творчество и признание

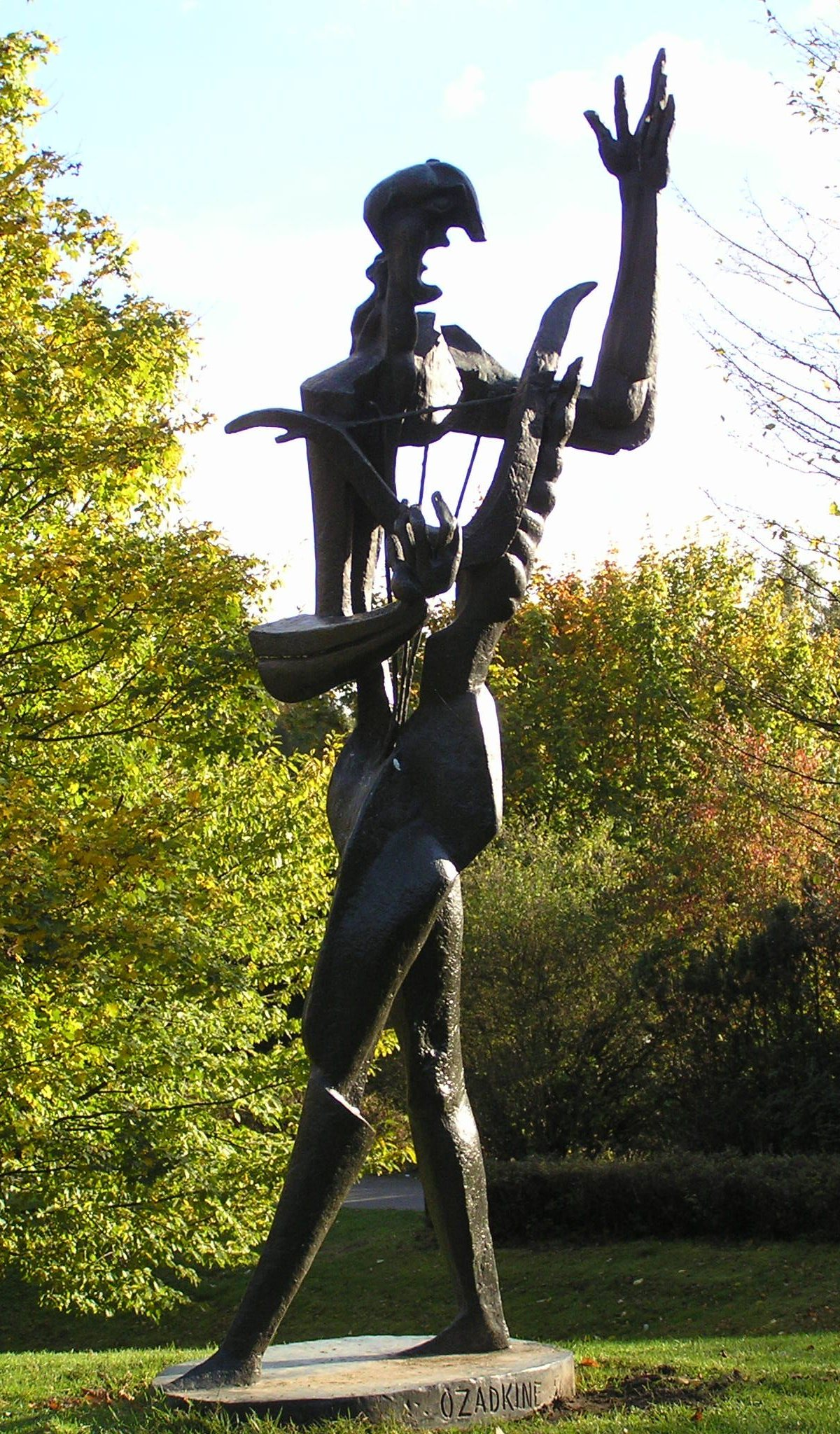
Осип Цадкин «Орфей» (1956)

Скульптура Цадкина, прошедшего через воздействие кубизма, близка к экспрессионизму. Особую выразительность его работам придаёт использование разрывов, пустот, «контррельефа», который как бы выворачивает пластическое пространство наизнанку.
Большие ретроспективные выставки его скульптуры прошли в послевоенные годы в национальных музеях Амстердама, Парижа, Роттердама. В 1953 году в Роттердаме был воздвигнут памятник «Разрушенный город» работы Цадкина, в 1961 году — памятник Ван Гогу в городке Овер-сюр-Уаз, в 1964 — братьям Ван Гог в Зюндерте (Нидерланды).
До 1958 года Цадкин преподавал в парижской Академии Гранд-Шомьер. В 1965 году вышла представительная монография «Тайный мир Осипа Цадкина», включающая его литографии, стихи, а также фотографии художника. Гигантская ретроспектива была открыта в 1966 году в Художественном музее Цюриха.
Некоторые скульптуры Цадкина хранятся в корпоративной коллекции Белгазпромбанка в Минске.

## Память
- В доме на парижской улице д’Асса (фр.), в VI округе, где Цадкин поселился в 1928 году, после его смерти открыт музей (фр.).
- Именем скульптора названа улица в XIII округе Парижа.
- В честь Осипа Цадкина назван колледж[11] в Роттердаме, где в рамках обучения существуют даже «авиалинии Цадкина»[12].
- Цадкин под именем Брунсвика выведен на начальных страницах книги Валентина Катаева «Алмазный мой венец»[13].

## Фильмы об Осипе Цадкине
- «Осип Цадкин. Переплетение света и теней», документальный фильм Олега Лукашевича (2014).